# A Palavra Cerzida
A palavra cerzida é o primeiro livro de poesia publicado por Antônio Carlos de Brito (cujo pseudônimo é Cacaso), em 1967. Foi republicado em 2002 pela Cosac & Naify e pela 7 Letras em 2002, na coleção Ás de colete, que reúne as obras poéticas de vários escritores notáveis do período, como, por exemplo Chacal. É considerado como um livro "tímido", ainda que bem recebido pelo crítico José Guilherme Merquior por ocasião de sua publicação. Outros críticos afirmam que, apesar da diferença de tom entre esta obra e as posteriores do poeta, o livro é uma espécie de preparação para o que escreveria na década de 70, produção considerada sintomática da geração mimeógrafo.
De fato, diferente das outras obras como Grupo escolar, Beijo na boca, Segunda classe, Na corda bamba e Mar de mineiro (que traziam poemas muito breves e irônicos), o livro traz poemas mais longos e de tom mais sério, incluindo poemas em formas tradicionais, como o soneto (Como, por exemplo, Chuva, com rimas). A influência de poetas como Murilo Mendes, Cecília Meireles, Cassiano Ricardo e Carlos Drummond de Andrade ficam explícitas com epígrafes e dedicatórias ao longo de todo o livro. É dedicado a Carlos Ferreira de Brito, Wanda Aparecida de Brito, Antônio Carlos Jobim, Pixinguinha e Leilah Assumpção. Conta com 46 poemas, e é dividido em quatro partes desiguais.

## Lista de poemas

### O lado de dentro
- O pássaro incubado;
- Explicação do amor;
- Gameleira;
- O galo e o dia;
- A ostra;
- O samurai.

### O triste mirante
- Em tempo de notícia;
- Transporte;
- Anulação;
- Madrigal para Cecília Meireles;
- Chuva;
- Cobrança;
- Clausura;
- Obrigação;
- Na morte de Augusto Frederico Schmidt;
- Engenharia;
- Marinha n. I;
- Presságio;
- Processo;
- Ária para cravo e flauta;
- Madrigal para um amor;
- Marinha irreversível.

### A palavra de dois gumes
- Poética;
- Natureza-morta;
- O arlequim;
- O jardineiro;
- O mito;
- Fazendas;
- Integração da noite;
- Queixa submarina;
- Cântico do condenado;
- Fábula;
- Noturno maduro;
- Signo;
- Psicologia do eterno;
- Os elementos;
- Destruição;
- Gravuras da Sta. Marina;
- Banquete;
- Poemas brancos;
- A infância presente;
- Batismo no inferno;
- Barcarola;
- A um barbeiro, com amor.

### O sono diurno
- Alucinações;
- Alegorias.